# Dioscorea claessensii
Dioscorea claessensii är en enhjärtbladig växtart som beskrevs av De Wild. Dioscorea claessensii ingår i släktet Dioscorea och familjen Dioscoreaceae. Inga underarter finns listade i Catalogue of Life.